# Eugeniusz Grys

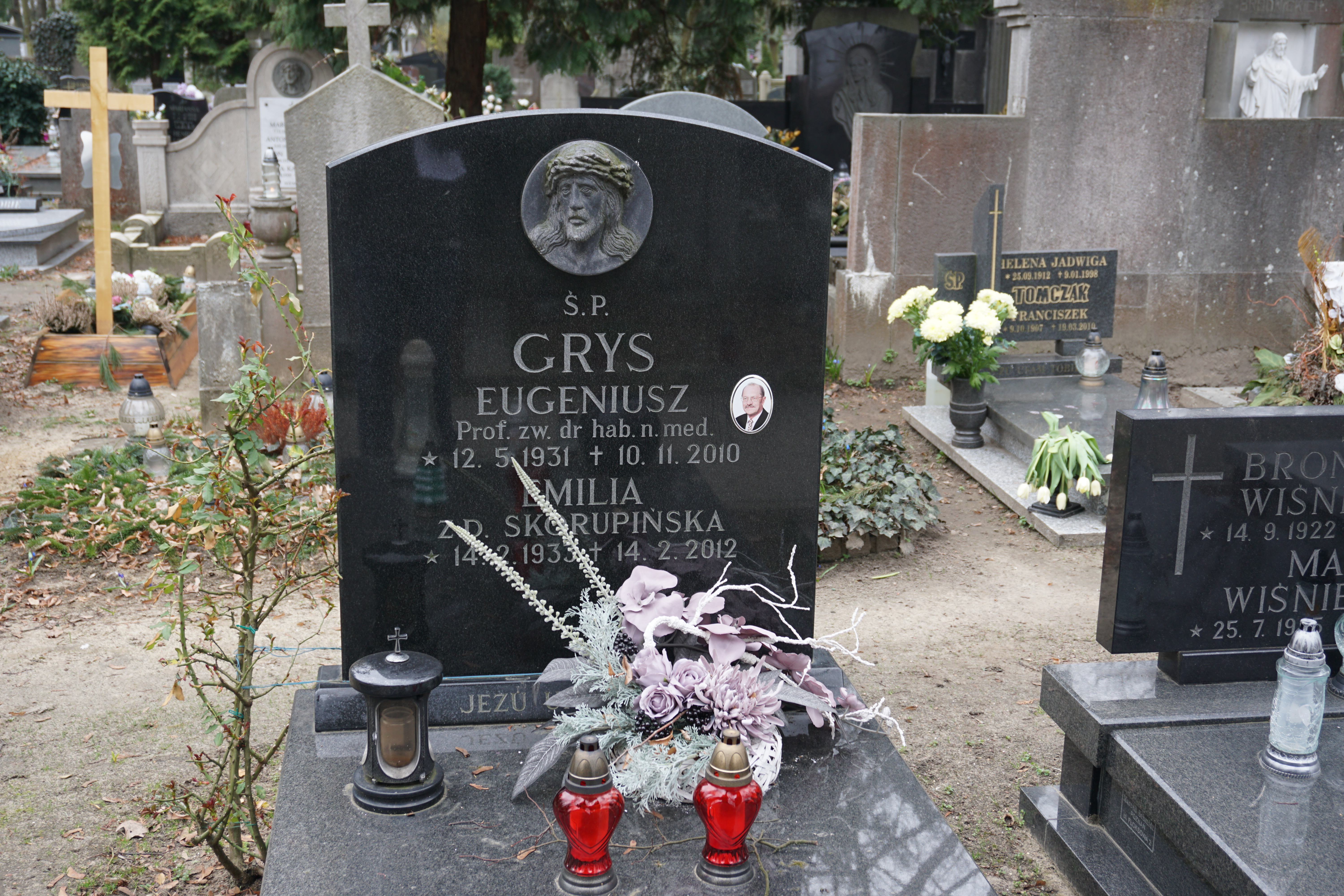
Grób prof. Eugeniusza Grysa na cmentarzu Jeżyckim w Poznaniu

Eugeniusz Grys, (ur. 12 maja 1931 w Śmiglu, zm. 10 listopada 2010 w Poznaniu), polski lekarz ginekolog, profesor.

## Życiorys
Urodził się w rodzinie rzemieślniczej. Naukę w liceum w Kościanie, ukończył z wyróżnieniem w 1951 r. i bez egzaminu wstępnego zaczął studiować medycynę w Poznaniu. Dyplom lekarza medycyny uzyskał w 1957 roku, a zaraz potem rozpoczął pracę w Klinice Położnictwa i Ginekologii Akademii Medycznej w Poznaniu. W 1965 r. uzyskał doktorat, a 10 lat później stopień doktora habilitowanego. W listopadzie 1992 r., w Belwederze z rąk prezydenta Rzeczypospolitej odebrał nominację na profesora nauk medycznych. 
Zmarł 10 listopada 2010 roku. Został pochowany na zabytkowym cmentarzu jeżyckim w Poznaniu (kwatera L, rząd 6, grób 7).

## Działalność
Jest autorem 44 publikacji naukowych i współautorem dalszych 30. Pierwsze z nich dotyczyły wczesnego wykrywania stanów przedrakowych i raka szyjki macicy. Wyniki swych badań przedstawił na Światowym Kongresie Ginekologów w Tokio, zyskując międzynarodowe uznanie. Zajmował się także rzęsistkiem pochwowym powodującym zmiany zapalne narządów płciowych i układu moczowego. 

## Wyróżnienie
- Honorowy obywatel Śmigla (2002)[3].